# Qiongzhong
Qiongzhong léase Chióng-Zhóng (en chino: 琼中黎族苗族自治县, pinyin:Qióngzhōng Lízú Miáozú Zìzhìxiàn) es uno de los seis condados autónomos bajo la administración directa de la provincia de Hainan. Se ubica al sur de la República Popular China.  Toda el área cubre 2074.66 kilómetros cuadrados. En 2012, la población del condado era de 228 000 habitantes, el grupo étnico Li era de 45.63% y la Miao era de 6.1%.

## Administración
El  condado autónomo de Qiongzhong se divide en 10 poblados.